# یواس‌اس فلاسر (۱۸۶۴)
یواس‌اس فلاسر (۱۸۶۴) (به انگلیسی: USS Flusser (1864)) یک کشتی بود که طول آن ۶۶ فوت (۲۰ متر) بود.